# 李再命
李再命，號仰山，直隶冀州（今河北冀州）人，明朝政治人物。同进士出身。

## 生平
萬曆七年（1579年）己卯科順天府鄉試舉人，十七年（1589年），登己丑科進士。都察院觀政，十八年十二月授大理寺評事，二十年升右寺副，二十一年升户部主事，本年升员外郎，二十二年升郎中，二十三年升陕西临洮府知府，二十四年調松江府，二十六年考察去職。
萬曆二十四年（1596年），接替柳希点任松江府知府一职，1598年由许惟新接任。